# いつもそばにいるよ/オンナノハナミチ
「いつもそばにいるよ／オンナノハナミチ」は、2020年7月1日に発売された伍代夏子と藤あや子のデュエット・シングル。

## 解説
同じレコード会社所属であり、プライベートでも親交の深い両名による初のデュエット・シングル。

## 収録曲
- 全曲作曲：藤あや子／編曲：小倉良

1. いつもそばにいるよ
  - 作詞：伍代夏子
2. オンナノハナミチ
  - 作詞：伍代夏子・藤あや子
3. いつもそばにいるよ（オリジナル・カラオケ）
4. オンナノハナミチ（オリジナル・カラオケ）